# Rayman
Rayman är en fiktiv figur i dator- och TV-spel. Rayman är också namnet på ett datorspel där figuren Rayman är huvudpersonen.

## Spel

### Rayman
Rayman är tillverkat av Ubisoft och släpptes 1995. I spelet Rayman måste spelaren rädda världen från den onde Mr. Dark som har tillfångatagit alla "electoons" i Raymans värld och satt dem i burar. Det ankommer på Rayman att förstöra alla burar.

### Rayman 2: The Great Escape
Uppföljaren till Rayman heter Rayman 2: The Great Escape och släpptes 1999. Detta är det andra äventyret med Rayman. I det spelet har Rayman, tillsammans med sin gode vän Globox, som kan dansa regndans, blivit kidnappad av onda rymdpirater. Rayman har förlorat sina krafter, men hans vänner planerar att frita honom och rädda världen från de onda rymdpiraterna. För att göra det måste spelaren hitta fyra magiska masker som finns dolda i mystiska tempel. När de har hittats ska spelaren ge dem till trollkarlen Polocus. Därefter ska spelaren ta sig till rymdpiraternas ledare Razorbeard, som försöker ta över världen. För att klara spelet måste Rayman besegra honom.

### Rayman 3: Hoodlum Havoc
Det tredje Rayman-spelet heter Rayman 3: Hoodlum Havoc. I det spelet ska spelaren kämpa mot alla Lums, som tidigare var röda, men nu har blivit förvandlade till svarta Lums. Spelaren ska kämpa mot Hoodlum i spelet och rädda "burar" som har "teensies" inuti sig, och spelaren ska hitta diamanter och bonusar. Raymans kompis Globox är med i nästan hela spelet, men ledaren för de svarta Lums – André – har varit instängd i Globoxs mage under spelets gång. Spelaren får se filmklipp som bl.a. visar när några läkare försöker att operera bort André ur Globoxs mage genom att försöka irritera André med musik. Det här spelet släpptes 2003 och finns till Playstation 2, Nintendo Gamecube, Xbox, Game Boy Advance och PC. Det är tillverkat av Ubisoft.

### Rayman: Hoodlums' Revenge
Rayman: Hoodlums' Revenge, är ett plattformsspel från 2005 till spelkonsolen Game Boy Advance. Det utvecklades av Ubisoft och är det fjärde spelet med Rayman i huvudrollen.

### Rayman Raving Rabbids
Rayman Raving Rabbids (2006) är titeln på ett spel släppt till Playstation 2, Playstation 3, Game Boy Advance, Nintendo DS, Nintendo Wii, PC samt Mac.

### Rayman Origins
Rayman Origins är ett kombinerat plattform/actionspel som utspelar sig efter Rayman 3. Det första utgivningsdatumet låg i mitten på november 2011. Det har släppts till Wii, Playstation 3, Playstation Vita, PC samt Xbox 360 och det kommer att släppas till Nintendo 3DS.

### Rayman Legends
"Rayman Legends" är ett Rayman-spel till Nintendo Wii U, Xbox 360, Nintendo switch, Playstation 3, och PC. Likt Rayman Origins, men ett av de mest respekterade spelen i testhörnorna på Wii U, alltså på E3 och andra liknande spelfestivaler. Det kom ut i september 2013.

## Figurer

### Admiral Razorbeard
Admiral Razorbeard är Raymans huvudfiende i Rayman 2: The Great Escape. Han har ett stort piratskepp där hans robotarmé har fångat alla i Raymans värld och det är Raymans uppgift att besegra honom. Han har en annan roll i spelen Rayman Arena och Rayman Rush då han inte är ond utan har blivit gladiator. Han är inte längre med i de nya Rayman-spelen men han och hans besättning dyker upp som statyer, vilket ska föreställa en parodi av Da Vincis målning Nattvarden i Rayman 3: Hoodlum Havoc. I Rayman Multiplayer har han även en fru (Razorwife) som låses upp en bit in i spelet.

### Globox
Globox finns med i alla Raymanspel utom det första. Han dyker upp i tvåan, där han tillsammans med Rayman blir instängd i en cell, men lyckas fly utan att någon märker det. Globox har också en fru som heter Uglette, tillsammans har de mer än 600 barn som man bl.a. ska rädda i Rayman Raving Rabbids.

### Uglette
"Uglette" är Globox hustru, dyker upp i andra spelet i samband med Globox. De har tillsammans mer än 600 barn som också nästan alla blivit tillfångatagna i det andra spelet. Uglette medverkar endast i tvåan.

### Fen Ly
"Fen Ly" (Ly the Fairy). Hon dyker upp i tvåan och medverkar endast i den, dyker i det tredje spelet upp som staty i ett hemligt rum i en bana där. Fen Ly blev tillfångatagen av rymdpiraterna och Rayman räddade henne ur gallerstålburen. Som tack ger hon Rayman olika superkrafter, när Rayman själv inte har någon speciell kraft för att utföra något farligt äventyr i en bana.

### Teensiesarna
"Teensiesarna" är varelser som hjälper Rayman att passera olika portar som leder till de olika banorna. Även de blir tillfångatagna i Raymanspelen utom det första. Teensiesarna dök upp först i tvåan och medverkar även i trean och ibland i de nya Raymanspelen.

### Clark
"Clark" är en av Raymans vänner, han medverkar endast i tvåan. Han är väldigt stark och slåss och förstör de onda rymdpiraterna. I en bana i tvåan hade Clark tappat sina starka krafter och begärde att Rayman skulle hämta ett Livselixir, som gjorde att Clark återfår sin styrka igen.

### Mr. Dark
"Mr. Dark" är Raymans första huvudfiende i debutspelet. Han har tillfångatagit alla invånare i Raymans värld och då är det Raymans uppdrag att rädda de etthundra burarna. Mr. Dark medverkar endast i det första spelet. Han har även hantlangare som Rayman måste besegra för att komma vidare mot honom i spelet i de olika banorna. Mr. Dark kallades för "Skuggmannen" i spelen om Rayman som var översatta till svenska.

### Mosquito
"Mosquito" dyker upp i det första spelet och medverkar i Rayman Revolution (Ps2-versionen), i det första spelet är han en av Mr. Darks hantlangare som Rayman lyckas besegra och då byter Mosquito sida och blir god och hjälper Rayman att flyga i en bana. I spelet Rayman Revolution har han bytt namn till Bzzit och hjälper Rayman att fara i en båt till en mystisk ö.

### The Magician
"The Magician" (Trollkarlen), medverkar endast i debutspelet om Rayman. Han är en av Raymans första vänner som ger Rayman uppdraget att rädda sin värld ifrån Mr. Darks elakheter. Man stöter ibland på The Magician i de olika banorna och då måste spelaren ha mycket av de blå Thingsen för att genomgå en bonusbana som är på tid. När man har klarat bonusbanan ger The Magician spelaren ett extraliv. The Magician har en fru som heter Belitta.

### Belitta
"Belitta" (Belitta the fairy), medverkar endast i det första Raymanspelet. Hon är The Magicians fru som ger Rayman tillgång till krafter som Rayman har nytta av för att gå igenom de olika svåra banorna.

### Tarayzan
"Tarayzan" medverkar endast i det första spelet. Tarayzan är en av Raymans vänner. Han dyker upp i en bana och vill att Rayman ska få ned hans kläder som har fastnat i en gren. Han ger Rayman ett magiskt frö som tack.

### Mr. Sax
"Mr. Sax" medverkar endast i det första spelet. Mr. Sax är en av Mr. Darks hantlangare. Han är bossen i musiklandet som Rayman går igenom. Mr. Sax dyker upp i två banor i musiklandet, som Rayman måste besegra.

### Musician
"Musician", medverkar endast i det första spelet. Han är en av Raymans vänner, som gav Rayman en speciell dryck som gör att Rayman kan flyga med sitt hår genom olika banor, efter att Rayman hade skurit en ny gitarr åt honom ur en sten i en bana.

### Mr. Stone
"Mr. Stone", medverkar endast i det första spelet. Han är en av Mr. Darks hantlangare och är bossen i bergsbanorna. Han dyker upp i ett fåtal tillfällen i några av bergsbanorna. I den sista måste Rayman besegra honom.

### Space Mama
"Space Mama" medverkar endast i det första spelet. Hon är en av Mr. Darks hantlangare och bossen i bildbanan. Hon dyker först upp i en bana med viking-tema och i den sista som rymd-tema, som Rayman måste besegra.

### Joe
"Joe", medverkar endast i det första spelet. Joe är föreståndare och äger restaurangen "Eat at Joe's". Han ger Rayman en lysfe, så att Rayman kan gå igenom kolmörker i grottbanorna.

### Mr. Skops
"Mr. Skops" medverkar endast i det första spelet. Mr. Skops är en av Mr. Darks hantlangare och är bossen i grottbanorna, som Rayman i den sista grottbanan måste besegra.